# Austria ai Giochi della XXVIII Olimpiade
L'Austria partecipò ai Giochi della XXVIII Olimpiade, svoltisi ad Atene, Grecia, dal 13 al 29 agosto 2004, con una delegazione di 74 atleti impegnati in diciotto discipline.